# Divinità solari

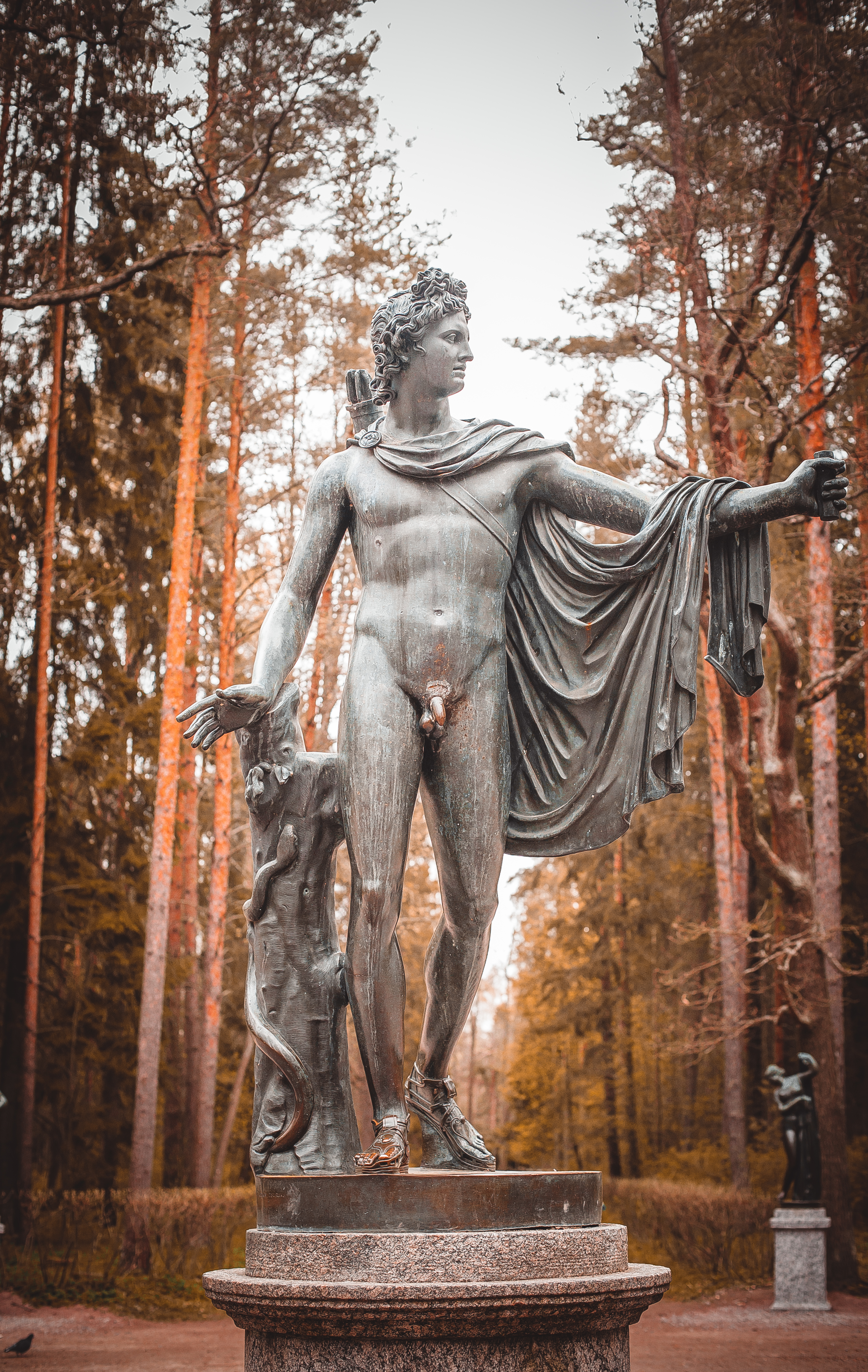
Apollo, principale divinità solare presente all'interno della mitologia greca.

Una divinità solare è un dio o una dea che rappresenta il Sole, o un aspetto di esso, di solito con la sua potenza percepita e resistenza. Innumerevoli divinità solari e l'adorazione dell'astro solare si ritrovano in tutte le civiltà nella maggior parte della storia documentata, in varie forme.

## Mitologie

### Aborigeni australiani
- Gnowee, dea del sole della mitologia wotjobaluk

### Ainu
- Chup Kamui, una divinità lunare che ha cambiato posto con il fratello per diventare la Dea del Sole.

### Araba
- Malakbel, dio del sole (presente a Palmira)

### Azteca
- Huitzilopochtli, dio del sole e della guerra
- Nanauatzin, dio del sole
- Teoyaomicqui, paredro di Cihuacoatl, è il dio delle anime perdute, del sole e della sesta ora del giorno
- Tonatiuh, dio del sole e dominatore dei cieli
- Xiuhtecuhtli, dio del fuoco, del giorno e del calore estivo.

### Baltica
- Saulė, dea del sole e della fertilità

### Basca
- Ekhi, dea del sole e protettore dell'umanità

### Buddhista
- Marici (buddhismo), dea del cielo, del sole e della luce.

### Cananea
- Shapash, dea del sole

### Celtica
- Belenos, il dio del sole, lo splendore, il pulito.

Belenos chiamato anche Bel, Belenus, Belinus Beleno, Belin.
Il dio è collegato al fuoco come elemento trasformatore. Dio della luce, protettore delle pecore e del bestiame. Sua sposa è la dea Belisama. Sono figure paragonabili alle divinità classiche di Apollo e Minerva. Paragonabile al Dio irlandese Lúg, e al Dio Gallese Llew.

### Egizia
- Horus, dio del cielo il cui occhio destro è stato considerato come il sole e quello sinistro la luna.
- Amon, creatore divinità a volte identificato come un dio del sole.
- Atum, il "distruttore del mondo" che rappresenta il sole che mette fine alla creazione. Originariamente associato con la terra, era considerato il dio creatore nella teologia eliopolitana.
- Aton, manifestazione di Ra, il disco visibile del sole.
- Khepri, dio della rinascita e del sorgere del sole.
- Ra, assoluto dio del sole. Re di tutti gli dei e creatore di tutto. Più importante divinitá solare. Massima divinità egizia. Si credeva viaggiasse su due barche per arrivare in cielo e nell'oltretomba:quella del mattino e quella notturna e con queste percorreva il mondo dei vivi e quello dei morti.

### Etrusca
- Thesan, è venerata all'Equinozio di primavera

### Germanica
- Sól (Sunna)

### Greca
- Apollo: dio del Sole, di tutte le arti, della musica, della profezia, della poesia, delle arti mediche, delle pestilenze, della scienza, della luce e della bellezza maschile
- Elio: titano del Sole
- Mitra: una divinità solare, protettore degli imperatori dei Parti, dei re del Ponto e delle armi dei pirati della Cilicia
- Elettriona: dea del sole, del mattino e del risveglio

### Guanche
- Magec: dio del sole e la luce per gli antichi abitanti di Tenerife

### Induista
- Agni, dio del fuoco, associato con il sole.
- Arimane o "Angra Mainyu", dio del sole e spirito malvagio secondo lo Zoroastrismo.
- Mitra, una delle divinità solari, dio dell'amicizia e degli affari, governatore del giorno
- Saranyū, dea dell'aurora e nuvole
- Savitr, dio del sole all'alba e al tramonto
- Sūrya-Ravi, dio del sole

### Incas
- Inti, dio del sole e patrono divinità del dell'Impero Inca

### Giapponese (Shintoismo)
- Amaterasu, primordiale dea del sole.

### Mesopotamica
- Šamaš, il dio accadico del sole e della giustizia
- Utu (divinità), divinità dei sumeri del sole e della giustizia, perfettamente corrispondente al precedente.-

### Norrena
- Baldr, dio associato con la luce, la bellezza, l'amore e la felicità.
- Dagr, personificazione del giorno.
- Freyr, dio della fertilità, la sessualità, la pace e la luce del sole.
- Sól, de facto la dea solare.

### Persiana
- Nahundi, dio del sole e del diritto

### Romana
Sol invictus ("Sole invitto"), festeggiato il 25 dicembre per volere dell'imperatore Aureliano a partire dal 274 d.C.

### Sami
- Beiwe/Beaivi, dea del sole, la primavera, la fertilità e la sanità mentale

### Sudamericane
- Adaheli, Sole personificato in Suriname, bacino dell'Orinoco e dei paesi caraibici